# 白腹凤鹛
又名綠鳳鶥，为綠鵙科綠鳳鶥屬的唯一一種。該鳥分佈於孟加拉、不丹、汶萊、柬埔寨、中國、印度、印尼、老撾、馬來西亞、緬甸、尼泊爾、新加坡、臺灣、泰國及越南。其天然棲地為亞熱帶或熱帶濕潤的山地森林。

## 分類
綠畫眉原屬於鳳鶥屬（Yuhina），它是這個已過時的並系群「屬」中最獨特的成員。該鳥與大部分仍歸於鳳鶥屬的成員不同，與畫眉科（Timaliidae，舊世界畫眉）並無密切關係。畫眉科屬於雀亞目（Passeri）的鶯總科（Sylvioidea）超科，而綠畫眉則是綠鵙科（Vireonidae）的近親，是一類更為古老的鳴禽系譜。實際上，它現在通常被歸入綠鵙科，成為其中少數的舊世界代表。
綠畫眉有多個亞種，包括：E. z zantholeuca、E. z tyrannula、E. z griseiloris、E. z sordida、E. z canescens、E. z interposita、E. z saani及E. z brunnescens。

## 亚种
- 白腹凤鹛华南亚种（学名：Erpornis zantholeuca griseiloris）。分布于台灣以及中国的云南、广西、广东、福建等地。该物种的模式产地在广东韶关。[3]
- 白腹凤鹛海南亚种（学名：Erpornis zantholeuca tyrannula）。分布于泰国、老挝、越南以及中国大陆的海南等地。该物种的模式产地在海南。[4]
- 白腹凤鹛指名亚种（学名：Erpornis zantholeuca zantholeuca），俗名百腹凤鹛滇西亚种。分布于印度、孟加拉、缅甸、泰国以及中国大陆的云南等地。该物种的模式产地在尼泊尔。[5]

## 描述

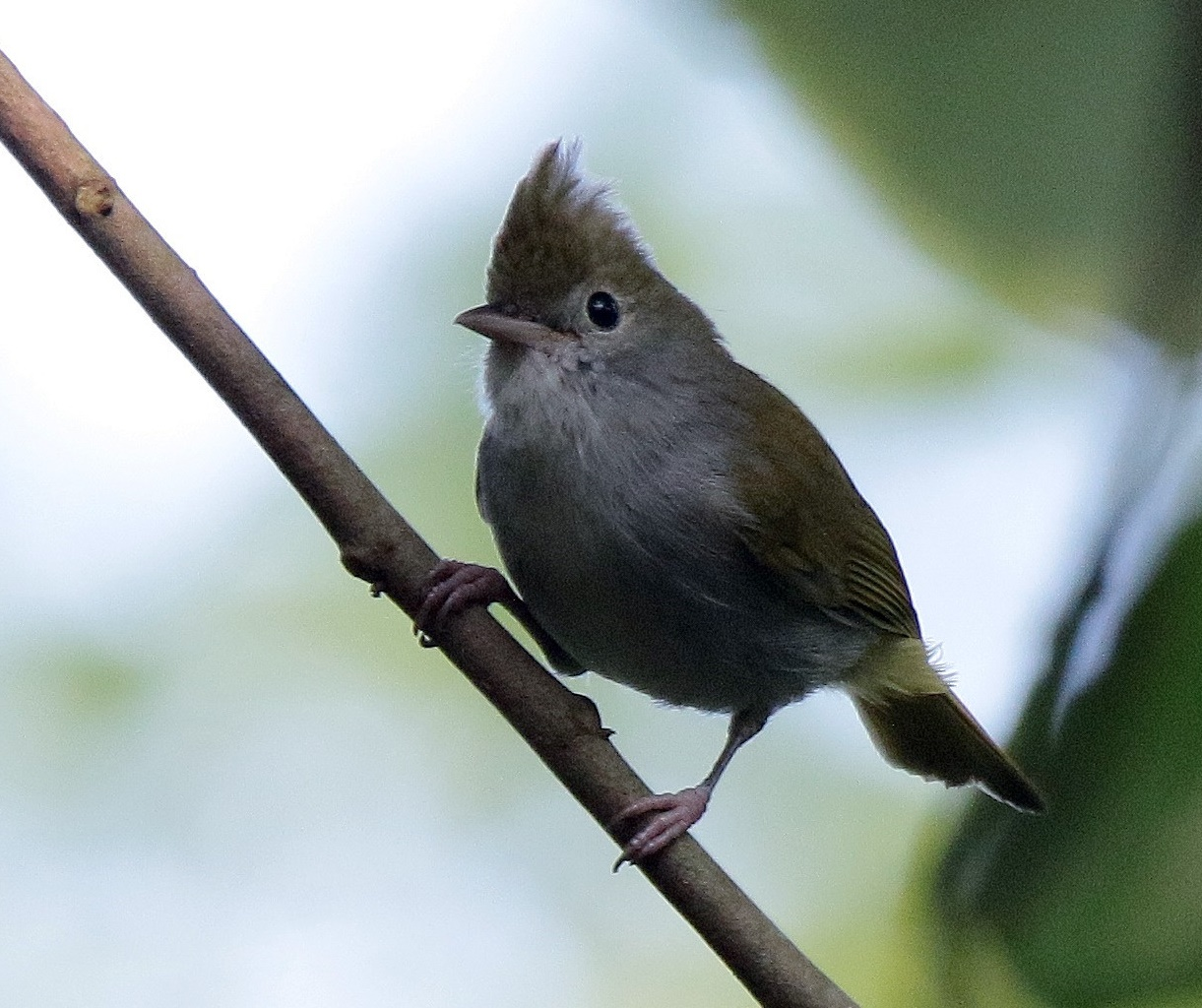
來自越南的綠畫眉

此鳥在顏色、形態及靈巧的行為上與啄花鳥十分相似。然而，它有如同許多鳳鶥（yuhinas）般突出的羽冠，而這與其特殊的地理分佈一起，長期模糊了其真實的親緣關係。其頭部、背部、翅膀及尾部呈橄欖綠或金棕色，而腹部則為白色。
綠畫眉具有發達的張口肌肉，可用力張開喙部，並可能利用此特性撬開樹皮以覓食昆蟲。

## 現狀
根據國際自然保護聯盟（IUCN），綠畫眉被列為「無危」，因其分佈範圍廣泛，且在大部分範圍內數量普遍。在中國估計有1萬至10萬對繁殖對數，臺灣的數量也類似。